# Чорний (станція)
Чорний — проміжна станція 5 класу Полтавської дирекції Південної залізниці на лінії Курінь — Прилуки.
Розташована між станцією Ічня (8 км) та роз'їздом Коломійцеве (6 км) поблизу села Августівка Прилуцького району Чернігівської області.

## Історія
Роз'їзд Августівський було відкрито у 1932 році на відкритій у 1893 році залізничній лінії Гребінка — Ічня, яка пізніше увійшла до складу залізничної лінії Бахмач — Гребінка.
З 2013 року роз'їзд перетворений на станцію.
17 січня 2025 року постановою Кабінету Міністрів України станцію перейменовано на Чорний.

## Пасажирське сполучення
На станції зупиняються лише дві пари приміських поїздів.